# Palophagus australiensis
Palophagus australiensis is een keversoort uit de familie halstandhaantjes (Megalopodidae). De wetenschappelijke naam van de soort werd in 1990 gepubliceerd door Kuschel.